# 馬古斯·拉舒福特
馬古斯·拉舒福特，MBE（英語：Marcus Rashford，1997年10月31日—），英格蘭職業足球員，司職前鋒，現時由英超球隊曼聯外借至西甲球隊巴塞罗那，並代表英格蘭足球代表隊參加國際比賽。

## 球會生涯

### 青年軍
他是聖基茨和尼維斯後裔。
拉舒福特在5歲開始在費查摩斯流浪（英語：Fletcher Moss Rangers）效力，在7歲加入曼聯的青年軍。

### 曼聯

#### 2014-15 球季
在球隊U18以25場射入13球的成績成為球隊首席射手。

#### 2015-16 球季
拉舒福特在2015年11月對屈福特的英超賽事首次被列入一綫隊後備名單 。拉舒福特第一次為球隊上陣是在2016年2月的歐霸盃主場賽事，他下半場梅開二度協助球隊反勝米迪蘭特晉級，並打破佐治·貝斯的紀錄，成為球隊史上的最年輕歐洲錦標賽入球球員。2月28日的英超賽事對陣阿仙奴，因朗尼及馬斯亞繼續受傷缺陣，拉舒福特首次於英超賽事上陣，連續兩仗個人梅開二度並交出一記助攻，令球隊險勝宿敵3:2。
3月20日，拉舒福特在英超的曼徹斯特打吡中上半場射入全場唯一入球協助球隊擊敗曼城，打破朗尼紀錄，成為曼城德比最年輕進球球員（18歲零141日）。這次亦是球隊自2013年再次在客場擊敗曼城。

#### 2018-19 球季
2018-19球季起，拉舒福特將穿上10號球衣。時任新領隊蘇斯克查上任後，更憑著自己積極的比賽態度和在場上不停奔跑而壓過7500萬鎊身價的盧卡古成為正前鋒的首選。 
2019年1月，拉舒福特以21歲之齡便達到150場的上陣次數。 

#### 2019-20 球季
2019-20球季開始前，他與曼聯續約至2023年。 
續了約後的拉舒福特成為曼聯不可或缺的人物。他在英超的一場比賽對陣車路士梅開二度，在之後對李斯特城，利物浦，熱刺，及曼城均有斬獲。還不到2020年，他已經打破他單季的入球記錄。可惜，他在英格蘭足總盃的第三輪重賽對狼隊時受傷，經過掃描後，發現他背部有疲勞性骨折，因而需要休養一段長時間。；2021年4月5日，他達到了10球的聯賽單季入球數，也完成連三季達成；最終這個球季於各項賽事合共上陣57場，攻入21球，與布鲁诺·费尔南德斯，和博格巴组成曼联中前场核心。

#### 2020-21 球季
2020年12月26日，拉舒福特成为曼联打入50个英超联赛进球第三年轻的球员。

#### 2021-22 球季
拉舒福特十月才恢復訓練。可惜他因為傷病和歐國盃射失十二碼揮之不去的噩夢而水準大跌，各項賽事只攻入五球，因此受到不少曼聯球迷的猛烈批評，認為他在這個賽季的表現配不上為曼聯球員。

#### 2022-23 球季
拉舒福特在這個賽季與上一季判若兩人，他在新領隊坦克格下找回應有的自信，各項賽事攻入30球，打破自己單季的入球記錄，而只有一球是來自十二碼。他也在聯賽盃決賽射入第二球，為曼聯贏得聯賽盃冠軍。

### 租借至阿士東維拉
在2025年2月2日，拉什福德以租借形式加盟英超球隊阿士東維拉，租期至2024–25賽季結束。 據報導，租借結束後有選擇權以4000萬英鎊的價格將這筆交易變為永久轉會。
拉什福德於2025年2月9日首次代表維拉出場，在足總杯四分之一決賽中於第66分鐘替補登場，幫助球隊以2–1戰勝熱刺。
他在2025年3月30日對陣普雷斯頓的比賽中打入了為維拉的首兩個進球，幫助球隊以3–0獲勝，晉級足總杯半準決賽。 三天後，他在法爾馬球場對陣布萊頓的比賽中打入了在聯賽中的首個進球，幫助球隊以3–0獲勝。

## 國家隊生涯
拉什福德原有機會代表英格蘭國家足球隊參加2016年歐洲國家盃，但當時曼聯青年軍的教練尼基·巴特認為有可能影響到球員的生涯，並忽視來自英格蘭的徵召。
然而，在5月16日， 拉什福德卻被列在羅伊·霍奇森決定要出賽該賽事的26人名單中。他代表英格蘭國家足球隊參加該賽事的時間僅在他代表曼聯首次出賽的四個月內。
同年5月27日，在光明球場面對澳大利亞的友誼賽中，僅在開賽不到3分鐘，拉什福德的國家隊首顆進球就出爐。該場比賽英格蘭最終也以2-1收下勝利。同時寫下英格蘭國家足球隊隊史最年輕入球球員的紀錄，以18歲又209天的成績，也排在世界第三位。上一位已經要追溯到1938年的湯米·勞頓。
同年6月16日，在對陣威爾斯的比賽中，拉什福德在第73分鐘頂替下場的亞當·拉拉納，成為英格蘭國家足球隊參賽歐洲盃隊史中，以18歲又229天的成績，最年輕的球員，韋恩·魯尼以四天之差排在次位。
11天後，在英格蘭不敵冰島的16強比賽中，替補上陣的拉什福德在比賽終了前4分鐘時連過3人，以該數據成為該場比賽中全隊的最佳球員。
在2017年9月4日對陣斯洛伐克的世界盃外圍賽，拉什福德踢進了他國家隊首顆正式比賽進球，球隊最終也以2-1贏球。
隨後他也入選了參加2018年世界盃足球賽的英格蘭國家足球隊名單中。球隊最終以殿軍作收，然而準決賽時他和同樣來自曼聯的隊友林加德留下了頗不光彩的一幕：當克羅埃西亞球員慶祝進球時，兩人決定趁對方半場僅有一個守門員時開球偷跑，最後被裁判制止。由於重新開球的規定不是「開球時球員不得在對方半場」，兩人誤以為克羅埃西亞球員全數跑出場慶祝這點就已滿足規定，實際上規則的說法是更嚴格的「開球時所有球員必須在己方半場」，而且在這次配合中居然還出現了非常低級的越位失誤，這個沒運動家精神也沒有熟讀規則的舉動讓他們招到大眾的廣泛嘲諷。
因為疫情而延後一年舉辦的2020年歐洲足球錦標賽，英格蘭史上首次晉身歐洲國家盃決賽。一百二十分鐘後比數為一比一，最終進入PK大戰（十二碼對決）。由於拉什福德與另外兩位球員杰登·桑乔及布卡约·萨卡射失而導致英格蘭與歐國盃冠軍失諸交臂，同時三人亦因此而被大量英格蘭球迷批評。賽後，該三名球員遭球迷種族歧視辱罵。
拉舒福特憑在曼聯出色的表現入選2022年世界杯26人大軍名單。他在世界盃首場分組賽對伊朗以後備的身份攻入一球，而在最後一場對威爾斯的分組賽梅開二度，成為在陣中入球率最高的球員。可惜在八強不敵法國一戰在85分鐘後備入替。賽後領隊修夫基受到英格蘭球迷猛烈批評認為如果他早一點換入拉舒福特，結果可能會改寫。

## 慈善公益
拉舒福特在2020年英超停擺期間，跟慈善機構FareShare攜手，發起為英國兒童籌募善款及食物，結果在一星期內籌到接近2000萬英鎊款項及物資。他在6月發表公開信，呼籲英國政府不要因為學校休假，而暫停向基層學童提供免費膳食，當初他被政府拒絕。不過，他並沒有放棄，不斷在社交網發表溫情貼文，包括以個人經歷解釋計劃的重要性，最終成功令英國首相鲍里斯·约翰逊改變主意，延長計劃，令130萬位學生受惠，獲得社會讚頌，並入選授勳名單。將獲英女王伊麗莎白二世頒發大英帝國員佐勳銜。

## 生涯數據

### 聯賽
最後更新：2022年12月31日
| 球隊     | 賽季     | 所屬聯盟           | 所屬聯盟 | 所屬聯盟 | 英格蘭足總盃 | 英格蘭足總盃 | 英格蘭足球聯賽盃 | 英格蘭足球聯賽盃 | 歐洲相關 | 歐洲相關 | 其他 | 其他 | 總計 | 總計 |
| 球隊     | 賽季     | 級別               | 出賽     | 進球     | 出賽         | 進球         | 出賽             | 進球             | 出賽     | 進球     | 出賽 | 進球 | 出賽 | 進球 |
| -------- | -------- | ------------------ | -------- | -------- | ------------ | ------------ | ---------------- | ---------------- | -------- | -------- | ---- | ---- | ---- | ---- |
| 曼聯     | 2015–16  | 英格蘭足球超級聯賽 | 11       | 5        | 4            | 1            | 0                | 0                | 3        | 2        | —    | —    | 18   | 8    |
| 曼聯     | 2016–17  | 英格蘭足球超級聯賽 | 32       | 5        | 3            | 3            | 6                | 1                | 11       | 2        | 1    | 0    | 53   | 11   |
| 曼聯     | 2017–18  | 英格蘭足球超級聯賽 | 35       | 7        | 5            | 1            | 3                | 2                | 8        | 3        | 1    | 0    | 52   | 13   |
| 曼聯     | 2018–19  | 英格蘭足球超級聯賽 | 33       | 10       | 4            | 1            | 0                | 0                | 10       | 2        | —    | —    | 47   | 13   |
| 曼聯     | 2019–20  | 英格蘭足球超級聯賽 | 31       | 17       | 4            | 0            | 3                | 4                | 6        | 1        | —    | —    | 44   | 22   |
| 曼聯     | 2020–21  | 英格蘭足球超級聯賽 | 37       | 11       | 3            | 1            | 4                | 1                | 13       | 8        | —    | —    | 57   | 21   |
| 曼聯     | 2021-22  | 英格蘭足球超級聯賽 | 25       | 4        | 2            | 0            | 0                | 0                | 5        | 1        | —    | —    | 32   | 5    |
| 曼聯     | 2022-23  | 英格蘭足球超級聯賽 | 16       | 6        | 0            | 0            | 2                | 2                | 4        | 3        | —    | —    | 22   | 11   |
| 生涯總計 | 生涯總計 | 生涯總計           | 220      | 65       | 25           | 7            | 18               | 10               | 60       | 22       | 2    | 0    | 325  | 104  |

### 國家隊
最後更新：截至2022/12/11
| 國家隊           | 年分 | 出賽 | 進球 |
| ---------------- | ---- | ---- | ---- |
| 英格蘭國家足球隊 | 2016 | 6    | 1    |
| 英格蘭國家足球隊 | 2017 | 9    | 1    |
| 英格蘭國家足球隊 | 2018 | 16   | 4    |
| 英格蘭國家足球隊 | 2019 | 7    | 4    |
| 英格蘭國家足球隊 | 2020 | 2    | 1    |
| 英格蘭國家足球隊 | 2021 | 6    | 1    |
| 英格蘭國家足球隊 | 2022 | 5    | 3    |
| 總計             | 總計 | 51   | 15   |

### 國家隊進球
最後更新：截至2022/12/11
| 編號 | 日期       | 場館                                | 國家隊參賽場次 | 對手       | 進球後比分 | 終場比分 | 賽事                       |
| ---- | ---------- | ----------------------------------- | -------------- | ---------- | ---------- | -------- | -------------------------- |
| 1    | 2016/5/27  | 光明球場, 英格蘭                    | 1              |            | 1–0        | 2–1      | 友誼賽                     |
| 2    | 2017/9/4   | 溫布利球場，英格蘭                  | 11             | 斯洛伐克   | 2–1        | 2–1      | 2018年世界盃外圍賽         |
| 3    | 2018/6/7   | 艾蘭路球場，英格蘭                  | 19             |            | 1–0        | 2–0      | 友誼賽                     |
| 4    | 2018/9/8   | 溫布利球場，英格蘭                  | 26             | 西班牙     | 1–0        | 1–2      | 2018–19年歐洲國家聯賽A     |
| 5    | 2018/9/11  | 王權球場，英格蘭                    | 27             | 瑞士       | 1–0        | 1–0      | 友誼賽                     |
| 6    | 2018/10/15 | 贝尼托·比利亚马林球场，西班牙       | 29             | 西班牙     | 2–0        | 3–2      | 2018–19年歐洲國家聯賽A     |
| 7    | 2019/6/6   | 阿方索·亨里克斯球場，葡萄牙         | 32             | 荷蘭       | 1–0        | 1–3      | 2019年歐洲國家聯賽決賽周   |
| 8    | 2019/10/14 | 瓦西爾·列夫斯基國家體育場，保加利亞 | 36             | 保加利亚   | 1–0        | 6–0      | 2020年歐洲國家盃外圍賽     |
| 9    | 2019/11/14 | 溫布利球場，英格蘭                  | 37             | 蒙特內哥羅 | 4–0        | 7–0      | 2020年歐洲國家盃外圍賽     |
| 10   | 2019/11/17 | 法蒂爾·沃柯里球場，科索沃           | 38             | 科索沃     | 3–0        | 4–0      | 2020年歐洲國家盃外圍賽     |
| 11   | 2020/10/11 | 溫布利球場，英格蘭                  | 39             | 比利时     | 1–1        | 2–1      | 2020–21年歐洲國家聯賽A     |
| 12   | 2021/6/7   | 河畔球場，英格蘭                    | 41             | 羅馬尼亞   | 1–0        | 1–0      | 友誼賽                     |
| 13   | 2022/11/21 | 哈利法国际体育场，卡達              | 47             | 伊朗       | 5–1        | 6–2      | 2022年國際足協世界盃小組賽 |
| 14   | 2022/11/30 | 艾哈迈德·本·阿里体育场，卡達        | 49             |            | 1–0        | 3–0      | 2022年國際足協世界盃小組賽 |
| 15   | 2022/11/30 | 艾哈迈德·本·阿里体育场，卡達        | 49             | 3–0        |            | 3–0      | 2022年國際足協世界盃小組賽 |

## 榮譽

### 國家隊
英格蘭國家隊
- 世界盃足球賽 殿軍：2018[27]
- 歐洲足協國家聯賽季軍：2018-19賽季
- 歐洲國家盃亞軍：2020[24]

### 俱樂部
曼聯
- 英格蘭足總盃冠軍：2015–16、2023–24[28]
- 英格蘭聯賽盃冠軍：2016–17、2022–23
- 英格蘭社區盾冠軍：2016
- 歐洲聯賽冠軍：2016–17[29]

### 個人
- 吉米·墨菲年度最佳青年球員：2015–16

### 勳章
- 大英帝國員佐勳章：2020年

## 相關網頁
- 足球数据库：馬古斯·拉舒福特的球员统计数据
- Profile 曼聯官網的拉舒福特專頁